# 新莫希利尼察
49°12′25″N 25°35′44″E / 49.20694°N 25.59556°E
新莫希利尼察（羅馬化：Nova Mohylnytsia）是烏克蘭的村落，位於該國西部捷爾諾波爾州，由捷尔诺波尔区負責管轄，處於赫尼拉魯德卡河畔，始建於1497年，面積887平方公里，海拔高度340米，2001年人口643。